# Ginekologia estetyczna

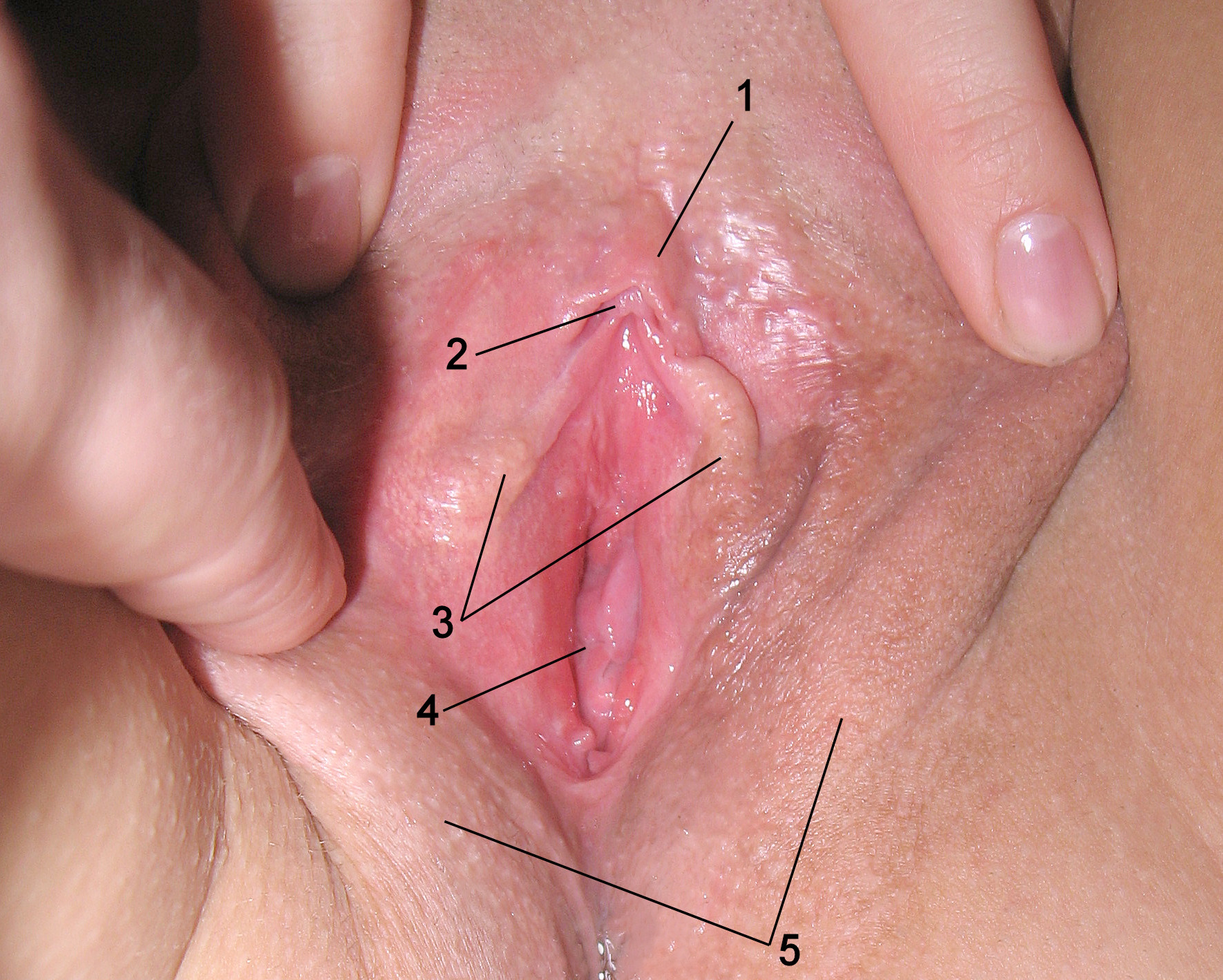
Budowa warg sromowych:
1 – napletek łechtaczki, 2 – łechtaczka, 3 – wargi sromowe mniejsze, 4 – wejście do pochwy, 5 – wargi sromowe większe

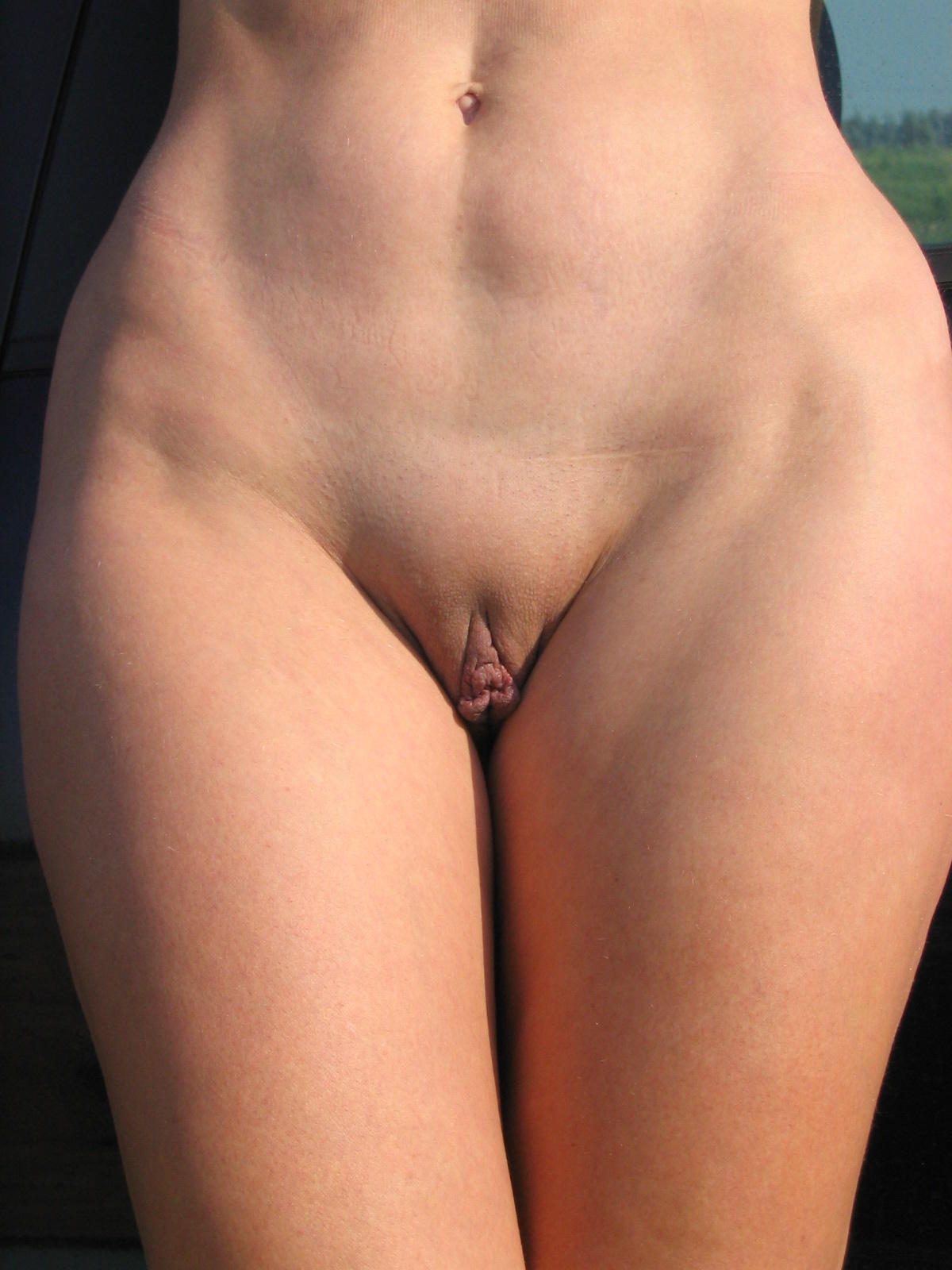
Widoczne wargi sromowe mniejsze wystające spomiędzy warg sromowych większych

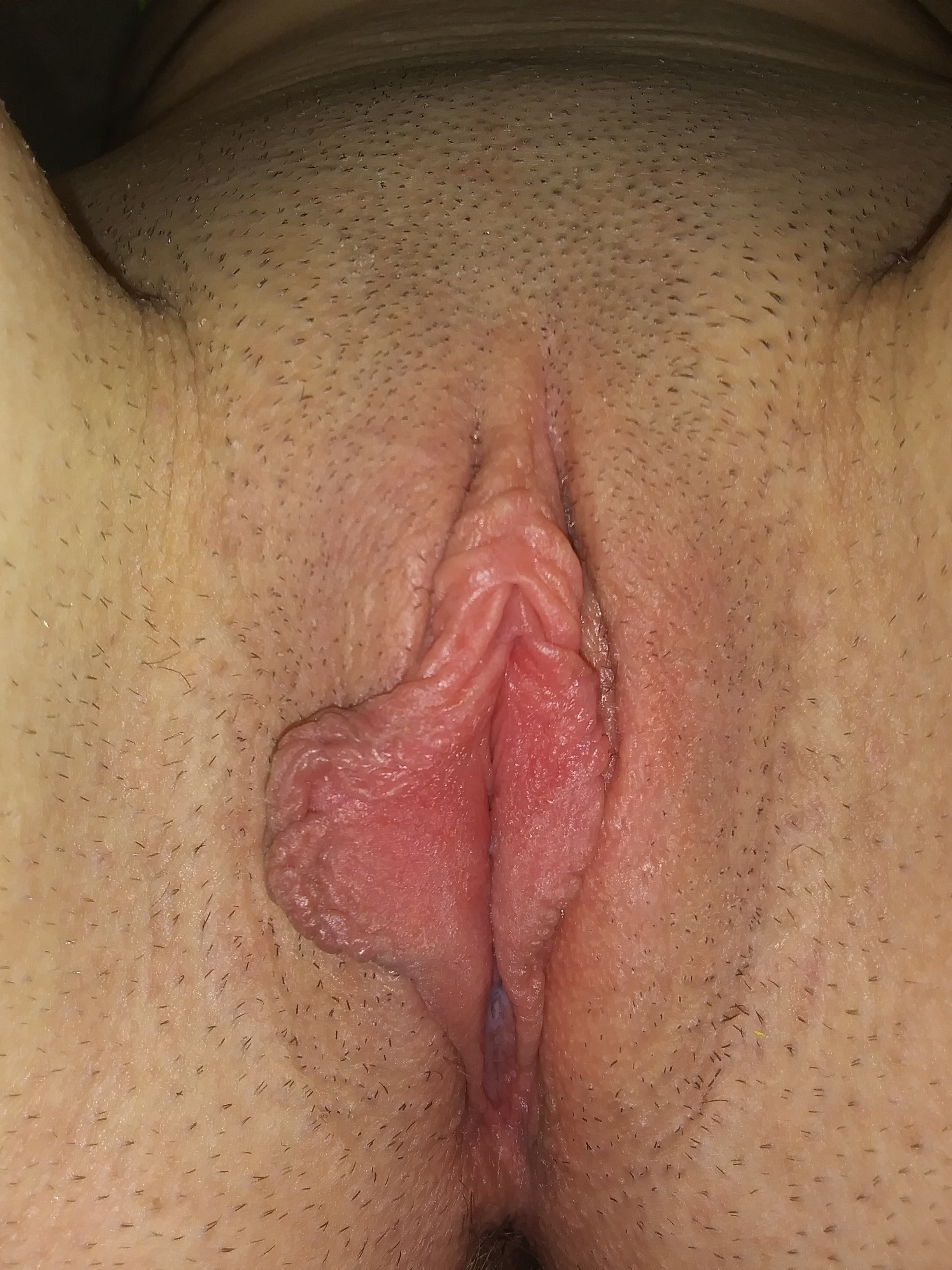
Asymetryczne wargi sromowe mniejsze

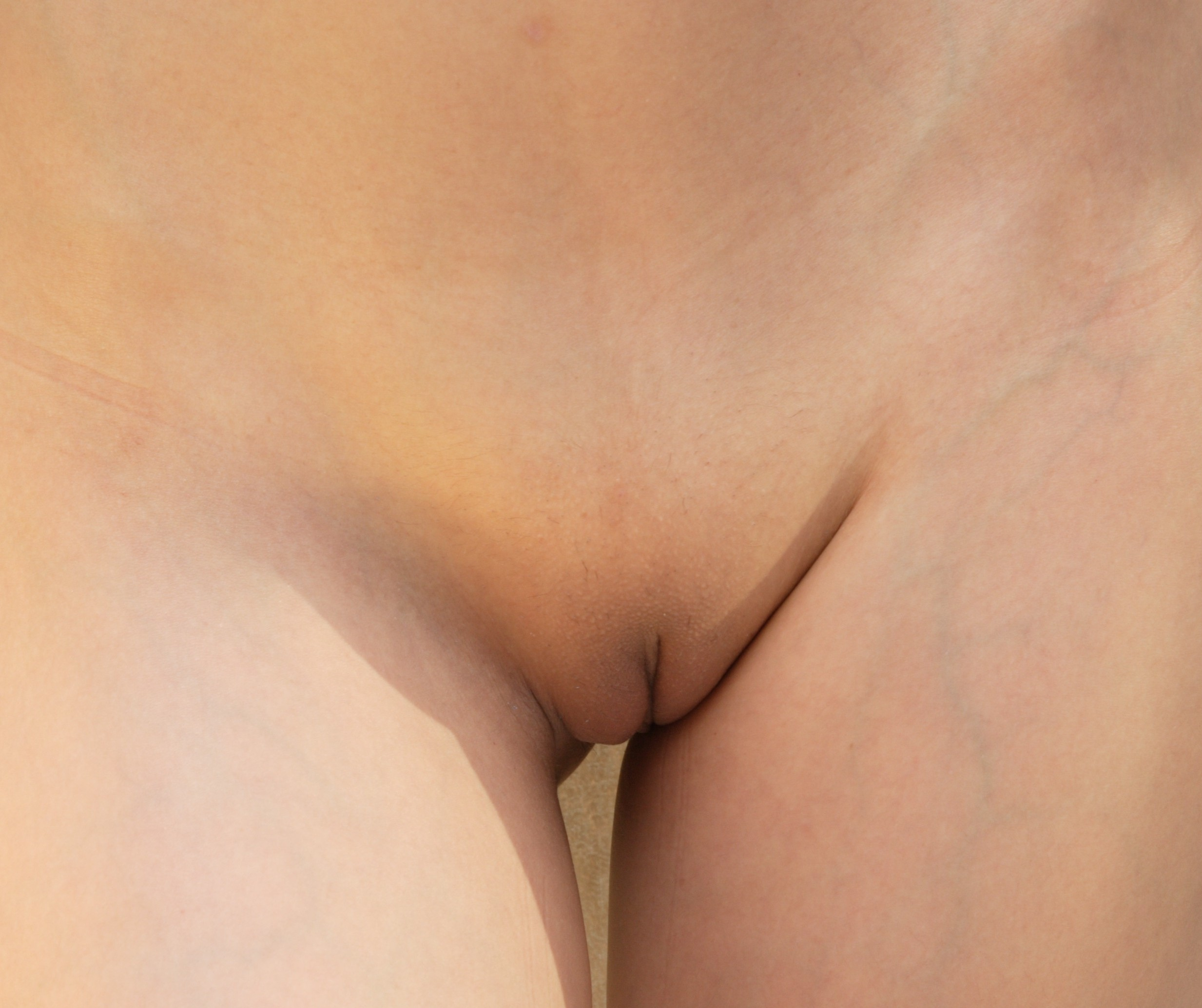
Małe wargi sromowe mniejsze przykryte przez wargi sromowe większe

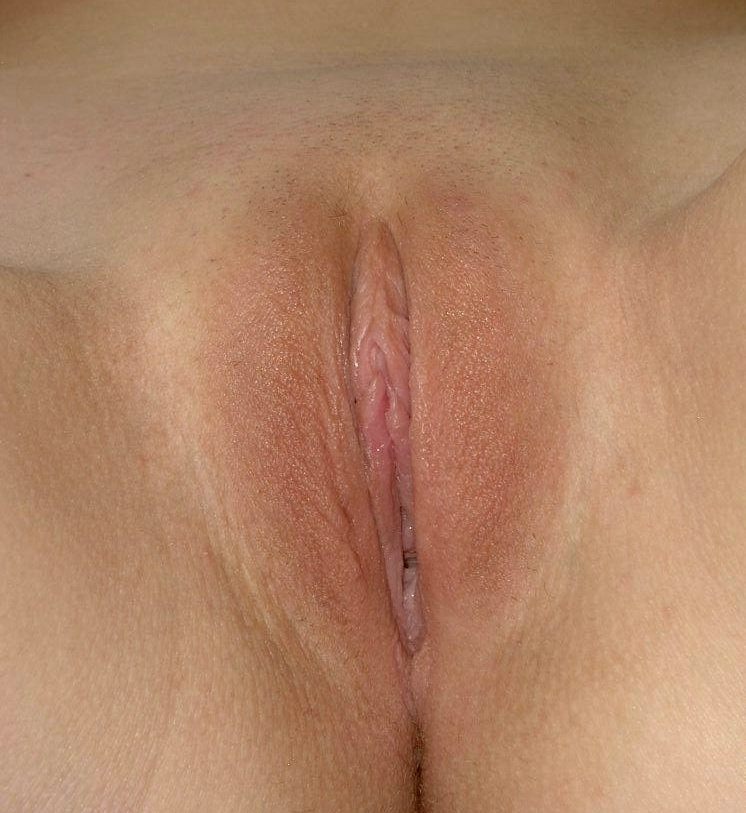
Małe wargi sromowe mniejsze

Ginekologia estetyczna – to zbiór inwazyjnych procedur medycznych mających na celu poprawę wyglądu zewnętrznych narządów płciowych kobiety lub poprawę funkcji seksualnych. Ginekologia estetyczna wpływa na poprawę komfortu psychicznego kobiet i poczucia własnej wartości, które z różnych powodów mają problem z wyglądem tej okolicy ciała.

## Kwalifikacja do zabiegu
Do zabiegów z zakresu ginekologii estetycznej kwalifikują się kobiety, które są niezadowolone z wyglądu swoich zewnętrznych narządów płciowych. Zazwyczaj są to kobiety, których wargi sromowe uległy deformacji po porodzie, są asymetryczne lub przerośnięte i utrudniają współżycie, lub sprawiają ból podczas uprawiania sportów, lub nawet zwykłych spacerów.
Przeciwwskazaniami do zabiegu są obciążenia kardiologiczne, niewyrównane zaburzenia układu krzepnięcia bądź niekontrolowana cukrzyca. Do zabiegu nie kwalifikują się również kobiety, które są bezpośrednio po porodzie i nadal karmią piersią.

## Przygotowanie do zabiegu
Przed zabiegiem wykonywane są podstawowe badania krwi, morfologia krwi oraz pomiar parametrów krzepnięcia. U kobiet po 50 roku życia zalecane jest wykonanie EKG. W przypadku gdy planowane znieczulenie do zabiegu wymaga intubacji, wymagane jest zdjęcie RTG klatki piersiowej, wykonane nie wcześniej niż 6 miesięcy przed planowanym zabiegiem. Planując zabieg uwzględnić należy cykl miesiączkowy, optymalny termin to nie później niż 10 dni przed spodziewanym miesiączkowaniem. Na zabieg przychodzi się na czczo.

## Zabiegi

### Labioplastyka
Labioplastyka, czyli plastyka warg sromowych mniejszych, jest to jeden z najczęściej wykonywanych zabiegów z zakresu ginekologii estetycznej. Labioplastyka polega na zmniejszeniu i zmianie kształtu warg sromowych i pochwy. Najczęściej wykonywana jest ze względu na przerost warg sromowych, asymetrię lub jako zabieg kosmetyczny po porodzie. Wargi sromowe mniejsze to fałdy skórne otaczające wejście do pochwy, zazwyczaj są one ukryte pod wargami większymi. Przerośnięte wargi sromowe mniejsze mogą powodować ból podczas stosunku oraz w trakcie zwykłej aktywności fizycznej: bieganie, jazda na rowerze, spacery. Utrudniają również prawidłową higienę miejsc intymnych.
Labioplastyka zaliczana jest do zabiegów małoinwazyjnych. Typowymi powikłaniami, które występują sporadycznie są: nadmierne krwawienie, infekcje, krwiaki, zaburzenia czucia, a nawet martwica wargi sromowej. Standardowa procedura jest zabiegiem ambulatoryjnym, trwa od 1 do 2 godzin i wykonywana jest w znieczuleniu miejscowym i sedacji. Labioplastyka wykonywana jest jedną z dwóch metod. Pierwsza metoda TRIM, polega na skróceniu brzegów przerośniętych warg sromowych. Jest to metoda najczęściej wybierana ze względu na niewielki stopień skomplikowania zabiegu. Wadą tej metody jest widoczna blizna oraz ingerencja w kształt brzegów warg sromowych. W pewnych przypadkach, założenia zabiegu uwzględniają zmianę ich kształtu, wówczas metoda ta jest wskazana. Druga metoda Wedge, to klinowa resekcja warg polegająca na wycięciu tkanki w kształcie litery V. Metoda ta pozwala na zachowanie pierwotnego, naturalnego kształtu brzegów warg sromowych oraz umożliwia ukrycie blizn po zabiegu.
Obydwie metody wymagają ostrożności ze względu na bardzo duże unerwienie i ukrwienie warg sromowych. Brzegi ran zszywane są szwem ciągłym lub pojedynczymi szwami rozpuszczalnymi. Przebyty zabieg nie powinien wpłynąć na osłabione odczuwanie przyjemności ze współżycia, ponieważ u większości kobiet najbardziej erogenną strefą jest łechtaczka a nie wargi sromowe.

### Clitoroplastyka
Clitoroplastyka, czyli plastyka łechtaczki, zabieg polega na częściowym lub całkowitym odkryciu łechtaczki poprzez redukcję fałdu skóry (napletka) otaczającej łechtaczkę. Zabieg ten wykonywany jest w celu zwiększenia odczuwania przyjemności podczas stosunku, poprawy estetyki zewnętrznych narządów płciowych oraz ułatwienia utrzymania higieny tej okolicy ciała.

### Powiększenie warg sromowych większych
Powiększenie warg sromowych większych, wargi sromowe większe, przykrywają wargi sromowe mniejsze, ujście cewki moczowej, łechtaczkę oraz wejście do pochwy. Wygląd warg sromowych większych ma olbrzymie znaczenie dla wyglądu narządów płciowych kobiety. Wargi sromowe większe można powiększyć wykorzystując do tego celu tkankę tłuszczową (pobraną za pomocą zabiegu liposukcji), lub kwas hialuronowy, powszechnie stosowany w medycynie estetycznej jako naturalny wypełniacz.
Celem zabiegu jest ujędrnienie, powiększenie oraz poprawa wyglądu warg sromowych. Zabieg polega na wstrzykiwaniu do warg sromowych tkanki tłuszczowej, lub specjalnie przeznaczonego do tego celu preparatu na bazie kwasu hialuronowego. Zabieg ten jest mało inwazyjny, pacjentka może tego samego dnia powrócić do normalnego trybu życia.

### Hymenoplastyka
Hymenoplastyka, jest to zabieg z zakresu ginekologii estetycznej polegający na odtworzeniu błony dziewiczej. Błona dziewicza jest odtwarzana z wykorzystaniem jej strzępków, które są zszywane i odpowiednio formowane. W hymenoplastyce oprócz pozostałości po błonie dziewiczej wykorzystuje się również sztuczny materiał imitujący błonę.
Zabieg wykonywany jest w trybie ambulatoryjnym w znieczuleniu miejscowym lub dożylnym. Zabieg ten zyskał popularność w krajach arabskich, co ma ścisły związek z tamtejszymi poglądami kulturowymi. Na odtworzenie błony dziewiczej często decydują się również kobiety, u których strata dziewictwa nastąpiła wskutek gwałtu. W przypadku hymenoplastyki zalecenia pooperacyjne polegają na nie forsowaniu się przez pierwsze kilka dni po zabiegu. 

### Hymenotomia
Hymenotomia jest zabiegiem przeciwnym do hymenoplastyki i polega na nacięciu lub całkowitym usunięciu błony dziewiczej. Zabieg wykonywany jest u kobiet, które posiadają na tyle masywną, grubą błonę dziewiczą, że uniemożliwia ona pełną inicjację seksualną, np. z powodu wrodzonego defektu w postaci zarośniętej błony dziewiczej.
Zabieg wykonywany jest w znieczuleniu ogólnym bądź miejscowym. Usunięcie błony dziewczęcej następuje przy pomocy lasera lub skalpela chirurgicznego. Po zabiegu zaleca się nie forsować się przez pierwsze kilka dni po zabiegu.

### Lifting pochwy
Lifting pochwy zabieg ten polega na zwężeniu, ujędrnieniu i uniesieniu przedsionka pochwy. Lifting pochwy wykonywany jest u kobiet, u których wskutek porodu mają zbyt luźną pochwę. Zabieg wykonuje się z wykorzystaniem specjalnych nici i wykonuje się go w znieczuleniu dożylnym lub miejscowym.

### Waginoplastyka
Waginoplastyka, czyli plastyka pochwy, to zabieg polegający na chirurgicznej plastyce tylnej ściany pochwy oraz plastyce krocza. Ma on na celu przywróceniu anatomicznego kształtu pochwy sprzed porodu. Rezultatem zabiegu jest zrekonstruowana i uelastyczniona pochwa oraz jej okolice. Zabieg wykonywany jest w znieczuleniu ogólnym.

### Powiększenie punktu G
Powiększenie punktu G jest to zabieg polegający na powiększeniu i uwydatnieniu punktu G. Zabieg wykonuje się poprzez ostrzykiwanie odpowiedniego miejsca na ścianie pochwy. Pozwala to na okresowe zwiększenie doznań seksualnych podczas stosunku. Procedura trwa ok. pół godziny i wykonywana jest w znieczuleniu miejscowym i nie wymaga zaleceń pooperacyjnych.

### Liporedukcja
Liporedukcja, jest to zabieg polegający na pozbyciu się nadmiaru tkanki tłuszczowej ze wzgórka łonowego. Specyficzne umiejscowienie tkanki tłuszczowej uniemożliwia jej redukcję za pomocą aktywności fizycznej.

## Zalecenia pooperacyjne
Po zabiegu mogą wystąpić dolegliwości związane z obrzękiem lub gojeniem się ran operowanej okolicy. Zaleca się unikanie przebywania w pozycji siedzącej oraz ćwiczeń fizycznych przez ok. 2 tygodnie. Zaleca się także unikanie noszenia obcisłej, mocno przylegającej bielizny oraz stosowania tamponów. Do aktywności seksualnej można wrócić po 4-6 tygodniach od zabiegu.